# Signo de Battle
El signo de Battle, también conocido como equimosis mastoidea, es una indicio de fractura de la fosa craneal media del cráneo. Estas fracturas pueden estar asociadas con un traumatismo cerebral subyacente. El signo de Battle consiste en hematomas en la apófisis mastoides como resultado de la extravasación de la sangre a lo largo del recorrido de la arteria auricular posterior. El nombre de este signo es en honor al cirujano inglés William Henry Battle.
El signo de Battle demora al menos, un día en aparecer después de una fractura basilar del cráneo, similar a como ocurre con los ojos de mapache Se ve frecuentemente después de lesiones en la cabeza que dañen la apófisis mastoides llevando a desarrollo de moretones.
El signo de Battle puede ser confundido con una hematoma en proceso de expansión luego de una fractura del cóndilo mandibular, que es una lesión menos grave.